# 414 Liriope
Liriope (asteroide 414) é um asteroide da cintura principal com um diâmetro de 69,89 quilómetros, a 3,2665428 UA. Possui uma excentricidade de 0,0689192 e um período orbital de 2 400,21 dias (6,58 anos).
Liriope tem uma velocidade orbital média de 15,90165249 km/s e uma inclinação de 9,54215º.
Este asteroide foi descoberto em 16 de Janeiro de 1896 por Auguste Charlois.